# デモイン郡 (アイオワ州)
デモイン郡（英: Des Moines County）は、アメリカ合衆国アイオワ州の南東部に位置する郡である。2010年国勢調査での人口は40,325人であり、2000年の42,351人から4.8％減少した。郡庁所在地はバーリントン市（人口25,663人）であり、同郡で人口最大の都市でもある。デモイン郡はミシガン準州に属していた1834年に設立され、ダビューク郡と共に最初に作られた2郡の1つである。
デモイン郡はバーリントン小都市圏に属している。州都であるデモイン市はデモイン郡の中にはなく、州の中央部ポーク郡にある。デモイン郡はミシシッピ川に沿った東部州境にある。

## 歴史
デモイン郡1834年10月1日に設立され、郡名はデモイン川に因んで名付けられた。現在の郡庁舎は1940年に建設されたものである。

## 地理
アメリカ合衆国国勢調査局に拠れば、郡域全面積は429.80平方マイル (1,113.2 km2)であり、このうち陸地416.15平方マイル (1,077.8 km2)、水域は13.65平方マイル (35.4 km2)で水域率は3.18％である。

### 主要高規格道路
- アメリカ国道34号線
- アメリカ国道61号線

### 隣接する郡
- ルイザ郡 - 北
- ハンコック郡 (イリノイ州) - 南東
- ヘンダーソン郡 (イリノイ州) - 東
- リー郡 - 南
- ヘンリー郡 - 西

## 人口動態

### 2010年国勢調査
以下は2010年国勢調査による人口統計データである。
基礎データ
- 人口: 40,325人
- 人口密度: 37人/km2（97人/mi2）
- 住居数: 18,535軒
- 使用住居: 17,003軒[7]

### 2000年国勢調査

2000人口ピラミッド

以下は2000年国勢調査による人口統計データである。
| 基礎データ - 人口: 42,351人 - 世帯数: 17,270 世帯 - 家族数: 11,536 家族 - 人口密度: 39人/km2（102人/mi2） - 住居数: 18,643軒 - 住居密度: 17軒/km2（45軒/mi2） 人種別人口構成 - 白人: 93.69% - アフリカン・アメリカン: 3.57% - ネイティブ・アメリカン: 0.25% - アジア人: 0.59% - 太平洋諸島系: 0.04% - その他の人種: 0.68% - 混血: 1.18% - ヒスパニック・ラテン系: 1.75% 年齢別人口構成 - 18歳未満: 24.4% - 18-24歳: 8.5% - 25-44歳: 26.1% - 45-64歳: 24.3% - 65歳以上: 16.7% - 年齢の中央値: 39歳 - 性比（女性100人あたり男性の人口） - 総人口: 93.5 - 18歳以上: 90.3 | 世帯と家族（対世帯数） - 18歳未満の子供がいる: 29.6% - 結婚・同居している夫婦: 52.7% - 未婚・離婚・死別女性が世帯主: 10.5% - 非家族世帯: 33.2% - 単身世帯: 28.6% - 65歳以上の老人1人暮らし: 12.6% - 平均構成人数 - 世帯: 2.40人 - 家族: 2.94人 収入と家計 - 収入の中央値 - 世帯: 36,790米ドル - 家族: 45,089米ドル - 性別 - 男性: 34,880米ドル - 女性: 22,530米ドル - 人口1人あたり収入: 19,701米ドル - 貧困線以下 - 対人口: 10.7% - 対家族数: 8.2% - 18歳未満: 17.3% - 65歳以上: 7.4% |

## 都市と町

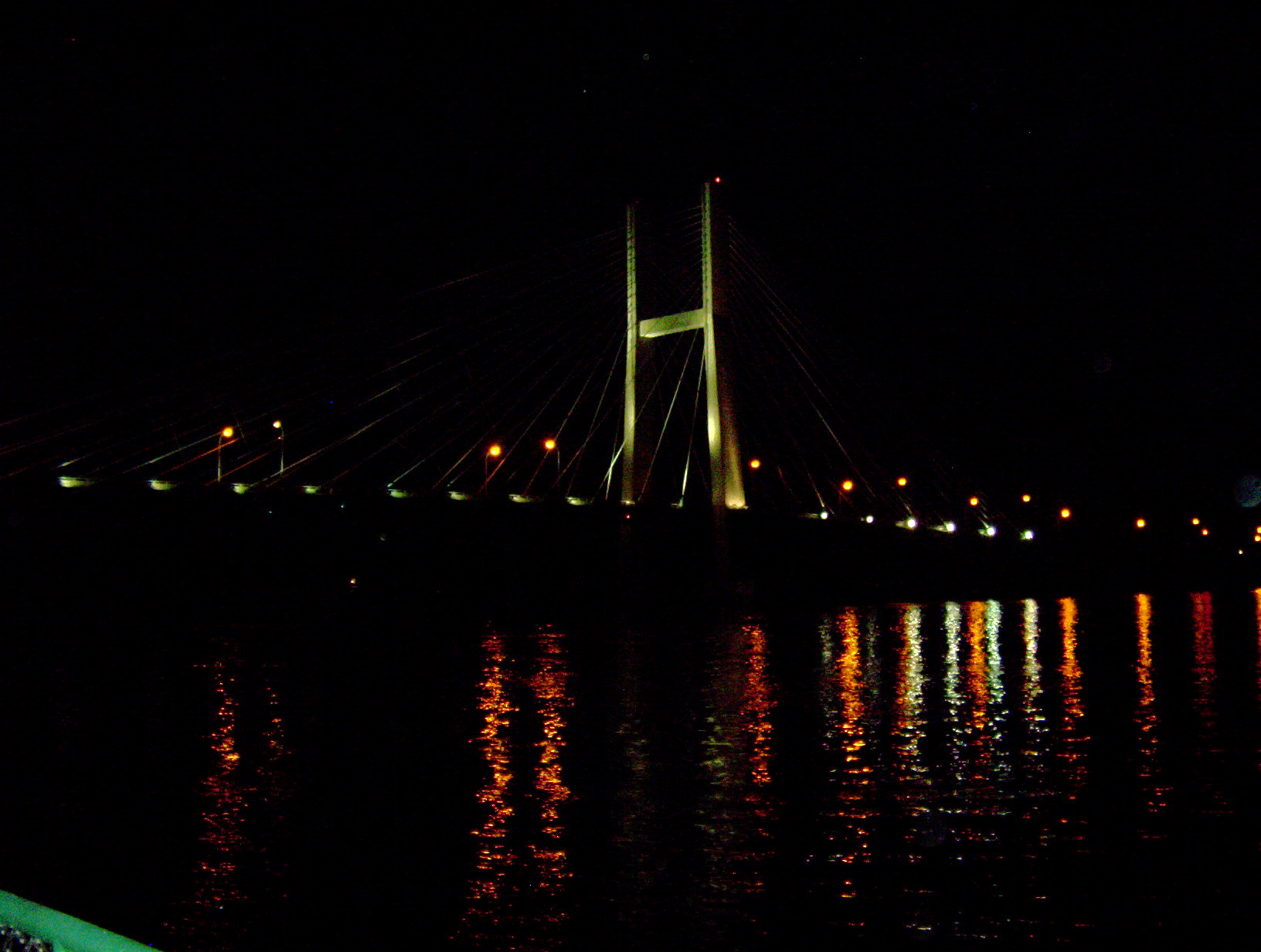
アメリカ国道34号線のミシシッピ川に架かる橋、バーリントン市

### 都市
- バーリントン - 郡庁所在地
- ダンビル
- メディアポリス
- ミドルタウン
- ウェストバーリントン

### 未編入の町
| - オーガスタ | - キングストン | - スペリー | - ヤーマス |

### 郡区
- ベントン郡区
- コンコルディア郡区
- ダンビル郡区
- フリントリバー郡区
- フランクリン郡区
- ヒューロン郡区
- ジャクソン郡区
- プレザントグローブ郡区
- タマ郡区
- ユニオン郡区
- ワシントン郡区
- イエロースプリングス郡区